# Histoire de l'Union nationale des étudiants de France
 (mai 2019).
 (décembre 2024).
L'histoire de l'Union nationale des étudiants de France (UNEF) se confond avec celles des autres organisations étudiantes, qui en dehors de l'Union nationale inter-universitaire (UNI) et de la CNT, en sont toutes issues, à l'époque de la « grande UNEF » (voir histoire du mouvement étudiant).

## 1907-1945: période apolitique et asyndicale

### 1907-1940: les débuts du mouvement étudiant
L'UNEF est constituée le 4 mai 1907 lors d'un rassemblement des Associations générales des étudiants à Lille, afin de constituer une structure nationale qui prend le nom d'Union nationale des associations d'étudiants de France (UNAEF),. Les premières associations locales recensées sont Nancy (1877), Lille (1881), Paris (1884), Caen (1884) et Montpellier (1889). Sont présentes en 1907 les AGE de Lille, Dijon, Lyon et Bordeaux. Paris rejoint l'UNEF en 1909. La structure est associative (loi de 1901), car les étudiants ne peuvent juridiquement utiliser le droit syndical (loi de 1884), réservé aux salariés.
Cette structuration nationale découle d'une volonté des étudiants d'être représentés dans les organes de décision locaux et nationaux, ainsi que de rechercher une plus grande indépendance vis-à-vis des pouvoirs politiques locaux (Mairie, Départements, Rectorat).
Dès ses débuts, elle veut exprimer la voix des étudiants, sans la médiation des recteurs, doyens et directeurs d'école. Il faut attendre le lendemain de la Première Guerre mondiale, et le retour sur les bancs de l'Université des anciens combattants pour qu'elle se lance dans la mise en place d'actions concrètes de solidarité. Elle défend les intérêts des étudiants, et incite la création des structures de médecine préventive au sein des universités, ou encore des restaurants universitaires (RU).
Son dynamisme lui vaut la reconnaissance de la part du président Gaston Doumergue, qui la déclare d'utilité publique par décret du 16 mai 1929.
En 1933, elle ouvre le Sanatorium des étudiants de France à Saint-Hilaire-du-Touvet afin de prendre en charge les étudiants malade de la tuberculose qui fait des ravages à cette époque.
En 1936, elle participe à la création du Comité supérieur des œuvres en faveur des étudiants, ancêtre du CNOUS et des CROUS. Désormais, elle représente officiellement les étudiants au sein d'une instance nationale.

Différents congrès de l'UNEF au début du XXe siècle.
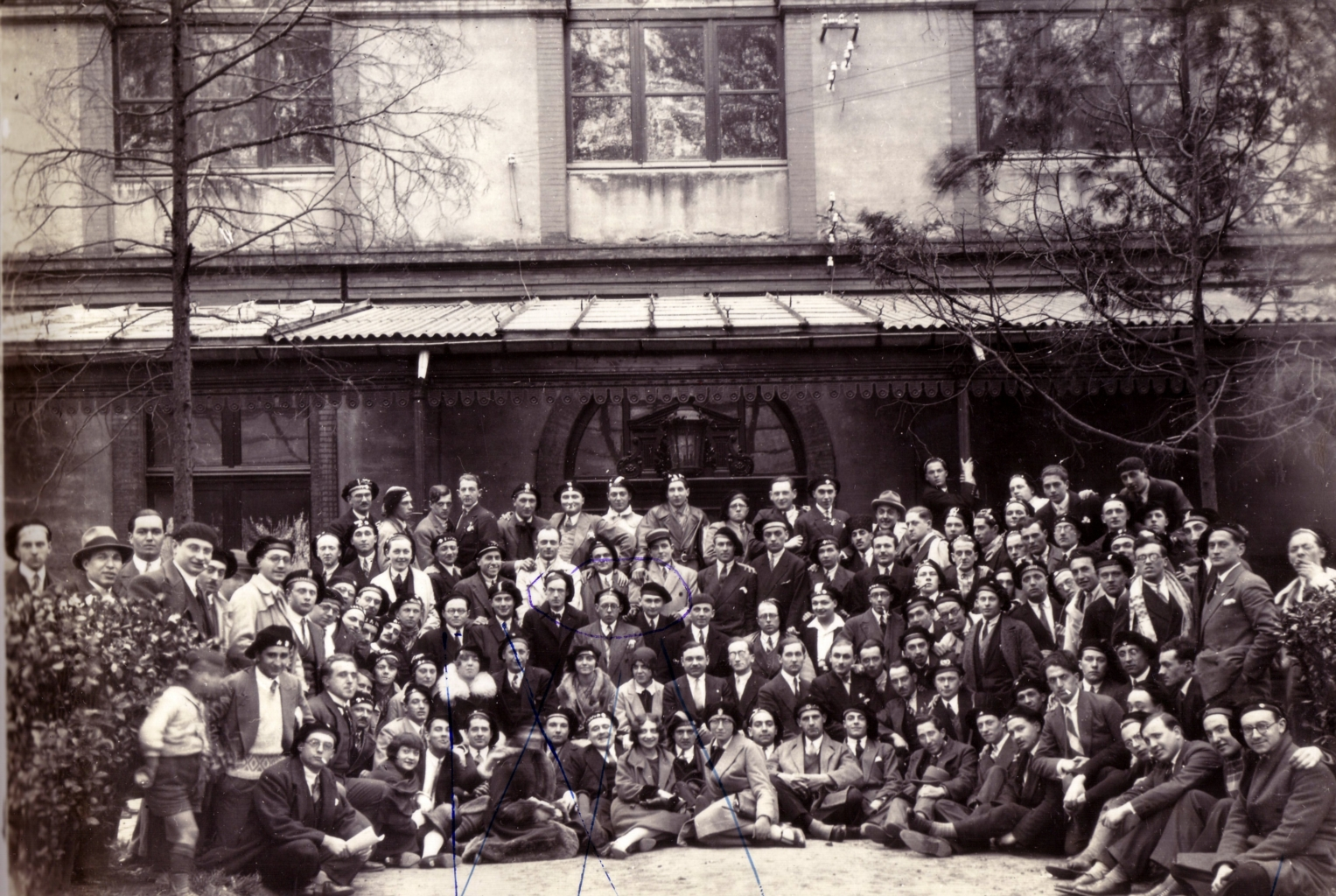
18e congrès de l'Union nationale des étudiants de France à Toulouse en avril 1929.
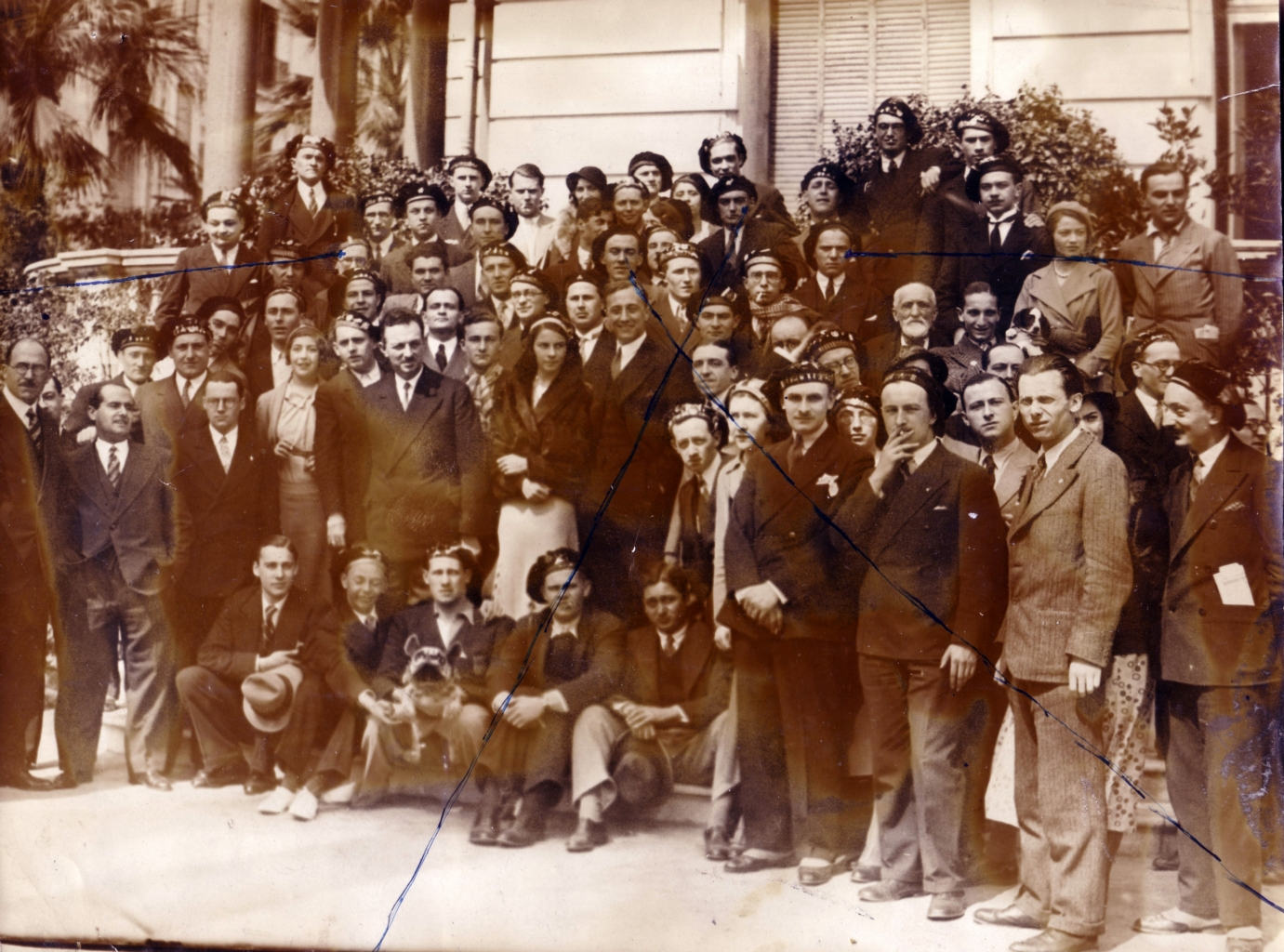
21e congrès de l'Union nationale des étudiants de France à Nice en avril 1932.
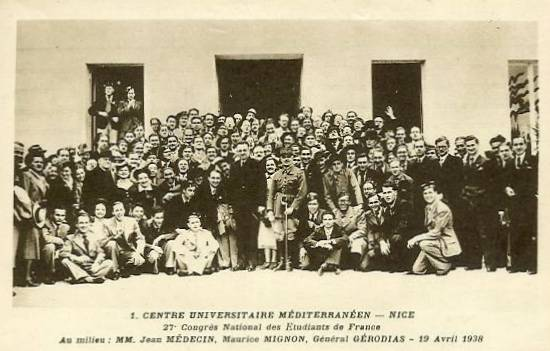
27e congrès de l'Union nationale des étudiants de France à Nice en 1938.

### 1940-1945: l'UNEF pendant l'occupation
En avril 1941, lors d'un congrès à Tain-l'Hermitage, les représentants d'AGE adressent un message de soutien au Maréchal Pétain et à sa politique et adoptent parmi d'autres, un vœu en faveur d'un numerus clausus pour les étudiants juifs, mais aussi un vœu de soutien envers les étudiants réfugiés et déplacés.

## 1946-1971: syndicalisation et politisation progressive

### 1946-1950: le tournant syndical, la Charte de Grenoble
À la suite de la Seconde Guerre mondiale, le débat sur l'apolitisme refait surface. En effet, certaines AGE n'avaient pas pris position contre l'occupation et contre le gouvernement de Pétain au nom de cet apolitisme de l'UNEF. Le congrès de Grenoble donne alors lieu a une réflexion sur l'avenir de la structure et sur ses valeurs. Il en ressort la rédaction d'une "déclaration des droits et devoirs des étudiants" — appelée ultérieurement Charte de Grenoble — adoptée le 24 avril 1946. Elle se base sur le contexte mondial de l'époque pour y faire figurer ses idées. La clé de voûte de la charte tient dans l'article 1 : « L'étudiant est un jeune travailleur intellectuel ». Cela lui apporte un certain nombre de droits, mais aussi de devoirs : le droit au travail, le devoir de s'intégrer à la société, celui d'acquérir les connaissances requises pour son avenir professionnel, la défense de la liberté, le droit à une sécurité sociale étudiante, etc. Cette charte marque le début de l'UNEF en tant que syndicat étudiant, elle reste à ce jour la base des revendications de l'UNEF.

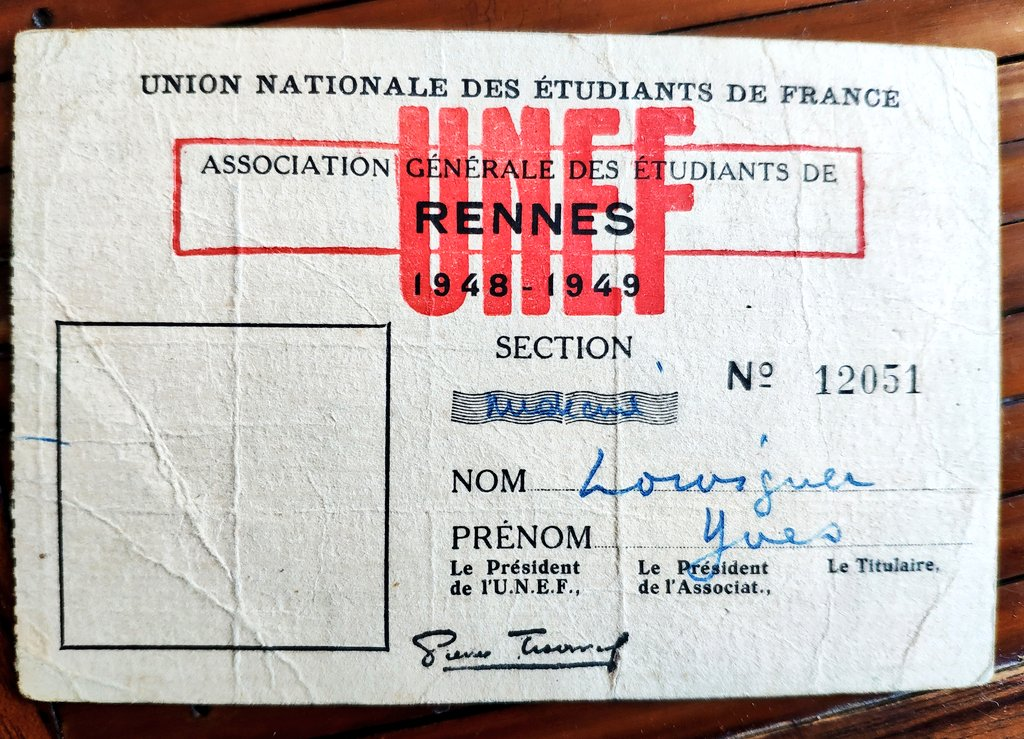
Carte d'adhérent à l'UNEF Rennes (en 1948)

En juin 1947, le syndicat se fait entendre dans la rue à la suite de l'annonce par le gouvernement de la baisse des bourses et de la hausse des droits universitaires.
La MNEF (Mutuelle nationale des étudiants de France) est créée en 1948 pour gérer le régime étudiant de sécurité sociale qui vient d'être obtenue grâce au travail de pression de l'UNEF. Elle marque l'entrée des étudiants dans le système de la sécurité sociale, ce que revendique la charte de Grenoble. La mutuelle est gérée par les étudiants, et notamment ceux appartenant à l'UNEF.
Cette période d'après-guerre est celle de la reconnaissance pour l'UNEF : hébergée dans les locaux du Comité parisien des œuvres, elle entretient de bonnes relations avec les dirigeants de l'État et des universités.

### 1950-1970: la guerre d'Algérie, les premières scissions
Dans les années 1950, l'UNEF regroupe près de la moitié des étudiants mais est divisé entre deux grandes tendances : corporatisme et syndicalisme. Les AGE corporatistes sont majoritaires et les AGE syndicalistes plus politisées sont minoritaires.

#### Les débuts de la guerre
La guerre d'Algérie envenime cet antagonisme, Les « majos » corporatistes se disent apolitiques mais regroupent parmi eux des défenseurs de l'Algérie française, tel Jean-Marie Le Pen, président d'honneur de la Corpo Droit,. À l'opposé, les « minos », passent de la question du service militaire des étudiants au combat anticolonialiste. François Borella, qui collabore à Témoignage chrétien est élu en octobre 1955 au bureau puis démissionne pour faciliter la création du premier bureau réunissant « mino et majo ». La « mino » a 4 sièges sur 10, et Michel de La Fournière est son premier militant élu président de l'UNEF, au printemps 1956,. Au même moment, en mai 1956, l’Union générale des étudiants musulmans algériens (UGEMA), organisation étudiante du nationalisme algérien, lance son « appel au maquis » tandis que l’UNEF condamne tout appel à la violence, puis le 5 juillet 1956, les deux organisations déclarent en commun qu'elles « ne peuvent rester indifférentes devant le drame algérien qui déchire aujourd’hui toutes les consciences libres ». Les réactions étudiantes « traduisent avec netteté les divisions profondes qu’a causées le drame algérien dans l’opinion des jeunes métropolitains », observe un article du quotidien Le Monde du 1er juin 1956. Trois dirigeants de l'UNEF, François Borella, Robert Chapuis et Michel de La Fournière, tous trois de la Jeunesse étudiante chrétienne, organisent en juillet 1956 une « Conférence nationale étudiante pour une solution du problème algérien », avec des représentants officieux de l’UGEMA.
En février 1956, Le Monde observe que l'UNEF entend "clairement repousser les limites de l'apolitisme " à la défense des libertés élémentaires et de la légalité", après des incidents à Montpellier, qui déclenchent "la détention sans jugement de plusieurs étudiants algériens", jugée illégale par l'UNEF, qui demande que "le cas de ces étudiants soit réglé dans les délais les plus brefs", et que "toute la lumière soit faite sur les circonstances dans lesquelles un étudiant algérien, Zedour Belkacem, a trouvé la mort ". Le Monde note un "complet renversement des tendances entre lesquelles se partagent les militants du mouvement".
Egalement en juillet 1956, alors que la contestation monte chez les étudiants, le Parti communiste français le XIVe congrès du PCF décide de recréer l'Union des étudiants communistes, doté d'un mensuel Clarté, dont la page de garde précise Le nouveau Clarté, car un titre éponyme était diffusé avant. Dirigé par un membre du bureau politique du Parti, il promeut des rédacteurs en chef et journaliste ouverts à d'autres lignes (André Sénik, Jean Schalit, Paul Chemetov, puis Pierre Kahn, Michel Remacle, Yves Buin et Henri Vacquin) afin d'attirer de jeunes militants sensibles à l'anticolonialisme au moment où ils s'investissent à l'UNEF et sont choqués par l'attitude du gouvernement SFIO de Guy Mollet.
À l'automne 1956, la crise du canal de Suez, à la suite de la nationalisation par l'Égypte le 26 juillet, accroît l'intérêt des étudiants pour les questions de décolonisation.

#### Le congrès d'avril 1957
Le conflit au sein de l'UNEF explose lors du 46e congrès, tenu à Paris en avril 1957. La mino fait passer sans grande difficulté deux motions, l’une sur l’affaire de Jacques Peyrega (1917-1988), doyen de la faculté de droit d'Alger, qui vient de relater l'exécution sommaire d'un musulman dont il a été le témoin, et l’autre sur la torture, motivée par la « fidélité aux traditions humaines de l’université ». Mais la « mino » se heurte à une opposition très nette à son projet de lettre ouverte au président de la République, sur la guerre. Elle accepte d’introduire certaines modifications dans le texte, mais la « majo » demande alors le vote d'une « motion d’apolitisme », rejetée par le congrès, qui adopte au contraire une motion par laquelle l'UNEF tient « pour légitime la revendication des étudiants d'outre-mer de voir leurs peuples s'administrer eux-mêmes et gérer démocratiquement leurs propres affaires ». Immédiatement, 17 associations majos décident de « reconsidérer leur affiliation à l’UNEF » et quittent la salle, puis forment l'éphémère Mouvement des étudiants de France (MEF), présidé par Pierre-Marc Lachaud, de l’AGE de Limoges. L'UNEF a élu de son côté président Pierre-Yves Cossé, ex-mino.

#### Printemps 1958, les menaces sur les œuvres universitaires
Au printemps 1958, le MEF ne peut plus compter que sur 6 AGE, le gouvernement menaçant de supprimer le Centre national des œuvres, créé en 1953, pour forcer le syndicat à se ressouder autour de l'ancienne ligne corporatiste, ce qui se produit le 15 novembre 1958 : les 6 AGE réintègrent l’UNEF, après un « Protocole de réconciliation » donnant une définition de l’apolitisme du mouvement. Entre-temps, le 47e congrès de l'UNEF, tenu le 12 avril 1958 à Marseille, à une époque où le ministre de l'Éducation nationale assiste encore au congrès, décide de lancer un journal mensuel, L'Etudiant de France,. Peu avant, l'AGE de Lille est passée à gauche, à une voix près, et a élu président Jean-Marie Dupont, de l'École supérieure de journalisme de Lille, nouvelle affiliée, qui devient vice-président chargé de l'information. L'AGE de Lille devient, dans le Nord, l’un des symboles de la résistance à la poursuite de guerre en Algérie, et sa « Maison des étudiants » de la rue de Valmy (Lille) est victime d’un plastiquage de l’OAS, le 15 janvier 1962.

#### Automne 1959, le combat pour les sursis militaires
Dans la seconde partie de l’année 1959, le gouvernement tente de supprimer le régime de sursis dont bénéficiaient les étudiants, l’UNEF s'y oppose vigoureusement. Le 49e congrès, organisé à Lyon, du 8 au 13 avril 1960, réclame des négociations avec le FLN sur le cessez-le-feu et l’autodétermination. Le nouveau président, Pierre Gaudez, fait diffuser la brochure Le syndicalisme étudiant et le problème algérien. Le 27 octobre, l'UNEF réunit 10 000 à 15 000 étudiants au quartier latin, pour un meeting commun contre la guerre d'Algérie, avec FO, la CFTC et la FEN, auquel la CGT refuse de se rallier.

### L'après-guerre d'Algérie

#### La scission de 1962
En 1962, les corporatistes font de nouveau scission pour fonder la Fédération nationale des étudiants de France (FNEF), qui obtient sans attendre une place auprès du gouvernement gaulliste dont elle est idéologiquement proche. C'est la fin de la « grande UNEF ».

#### L'influence de la Fédération des groupes d'études en lettres
Dans le sillage de la création du Front universitaire antifasciste en 1961, qui continue à prendre de l'influence à la fin de la guerre d'Algérie apparait une génération de jeunes militants motivés et parfois activistes qui entraîne la création au sein de l'UNEF, sur fond d'attentisme de sa direction face à l'OAS, d'une opposition de gauche, menée par la  Fédération des groupes d'études en Lettres (FGEL). Ces militants parfois au PSU, parmi lesquels Marc Kravetz, Antoine Griset, ou Michel Mousel, élargissent les mobilisation aux luttes sociales,, tout en recentrant l'action de l'UNEF sur la vie universitaire,, et le périmètre des étudiants mobilisés via la création de groupes d'études, par discipline, où chacun peut apporter ses idées et regards critiques sur l'enseignement.
En 1962 et 1963, la Fédération des groupes d'études en Lettres, dirigée depuis 1963 par Jean-Louis Peninou devient un foyer de contestatation de la direction de l'Histoire de l'Union nationale des étudiants de France. Jean-Claude Polack, membre de l'Union des étudiants communistes (UEC), qui préside notamment l'Association générale des étudiants en médecine de Paris, est candidat à la présidence de l'UNEF lors des congrès de 1962 à Reims et du printemps 1963 à Dijon, avec le soutien de la Fédération des groupes d'études en Lettres, mais il échoue les deux fois car il est battu par Jean-Claude Roure puis par Michel Mousel, premier président de l’UNEF membre du PSU, seuls Bernard Schreiner (1964-1965) et Jean Terrel (1966-1967) échappant ensuite à cette habitude au cours des années 1960.
Étudiant en lettres, puis à Sciences Po de Paris, où il fut président de l'Association générale des étudiants de Sciences Po entre 1960 et 1962, ce dernier avait été vice-président de l'UNEF en 1962-1963 et bénéficiait des réseaux de la Jeunesse étudiante chrétienne. En avril 1963, au congrès de Dijon, alors que près d’un étudiant sur deux est membre de l’UNEF mais que les effectifs stagnent, il bat Jean-Claude Polack (357 mandats contre 232) via un compromis entre les idées de « l’ancienne mino », dont il était un dernier représentant, et celles de ceux qui se baptisaient « gauche syndicale » et voulaient attirer l'attention sur les conditions de travail universitaire et la place de l’étudiant dans l’université. En avril 1964, au congrès de Toulouse, Michel Mousel quitte la présidence de l'UNEF.

#### Le milieu des années 1960

##### En 1964-1965, l'alliance entre les anarchistes et les lambertistes du CLER
L'alliance entre les anarchistes et les lambertistes du Comité de liaison des étudiants révolutionnaires (CLER) au sein de l'UNEF, à partir de 1964, leur permet de prendre le contrôle de plusieurs bureaux d'université, comme Nantes, Strasbourg ou Nanterre et d'être influents à la Sorbonne. Les lambertistes sont ceux qui mettent le plus en avant leur rejet de la religion en dénonçant en permanence l'influence - pernicieuse à leurs yeux - de la hiérarchie catholique et des chrétiens ce qui facilite leur entente avec les anarchistes, alors que le courant chrétien est en pleine ascension depuis la formation du Parti socialiste unifié en réaction à la guerre d'Algérie. Cette alliance entre les anarchistes et les lambertistes au sein d'une « tendance, syndicaliste révolutionnaire » de l'UNEF volera en éclat au cours de l'hiver 1967-1968 à Nanterre, lorsque les premiers s'inspirent des Provos hollandais, par des méthodes qui sont désapprouvées par les lambertistes, mais perdure dans d'autres villes.
Dès la fin du mois de décembre 1967, ils multiplient les actions scandaleuses à Nanterre : interruption de cours, graffitis énormes, et « tomatage » des professeurs avec le soutien des anarchistes, qui craignent d'être pris de vitesse. Lors de l’affichage mural géant du tract intitulé « En attendant la cybernétique les flics », le texte initial n'est pas respecté et les signes de ponctuation sont remplacés par des croix gammées. Le doyen Pierre Grappin n'apprécient pas d'être traité de nazi et ces croix gammées tracées sur les murs, d'autant qu'il a fait des ouvertures un mois plus tôt en créant des commissions paritaires. Il décide d'expulser un étudiant de la résidence universitaire de Nanterre, le situationniste Patrick Cheval.
Peu après, le congrès de la Fédération anarchiste du printemps 1967 écarte les anarchistes de Nanterre et leur groupe, la Liaison étudiante anarchistes, les poussant à s'allier à Nanterre avec une autre branche trotskyste plus récente, les Jeunesses communistes révolutionnaires issues d'une scission de l'Union des étudiants communistes à la fin 1965. La « Tendance, syndicaliste révolutionnaire » de l'UNEF avait été déclinée un peu plus tôt à Nanterre sous une variante « fédéraliste » par des anarchistes.
L'anarchiste espagnol Tomás Ibáñez est inscrit en 1963-1964 à la Sorbonne au département psycho, place forte parisienne des lambertistes, le Comité de liaison des étudiants révolutionnaires (CLER) y étant dirigé par Claude Chisserey. Ce dernier le présente à Richard Ladmiral, membre de Noir et Rouge, ami de Christian Lagant, que Tomás Ibáñez avait connu au camping libertaire international de Beynac. C’est de cette rencontre qu’est née l’idée des anarchistes de créer la Liaison étudiante anarchiste, pour imiter les lambertistes, en créant eux aussi une « liaison étudiante », mais anarchiste cette fois, la Liaison étudiante anarchiste ou LEA.
Richard Ladmiral et Tomás Ibáñez ont alors commencé un travail d’opposition, au sein de l’UNEF, en collaboration assez étroite avec la « Tendance syndicaliste révolutionnaire » impulsée par les lambertistes,sur le modèle de l’alliance tissée dans la région de Saint-Nazaire entre anarcho-syndicalistes – dont Alexandre Hébert était la figure de proue – et lambertistes. En Mai 68 à Nantes, ce sont des ouvriers « lambertistes » qui seront, en partie, à l'origine du grand mouvement de grève générale.
La LEA prit un départ plus national à la fin de l’été 1964, en faisant passer un communiqué dans Le Monde libertaire convoquant une réunion, en octobre, au local de la rue Sainte-Marthe : une douzaine d’étudiants, y viennent, parmi eux, Jean-Pierre Duteuil et Georges Brossard – qui venaient de s’inscrire à la nouvelle université de Nanterre.
En mai 1967, l'Association générale des étudiants de Nantes (AGEN UNEF) renouvelle son bureau, qui est conjointement emporté par de jeunes libertaires proche des situationnistes et des militants anarcho-syndicalistes» proches de l'union des anarcho-syndicalistes, qu'anime Alexandre Hébert. Leader régional de Force ouvrière, Hébert milite associé au courant trotskiste lambertiste, incarné en 1967 par l'Organisation communiste internationaliste. L'élection des anarcho-syndicalistes » au bureau de l'AGEN-UNEF mais aussi de la MNEF est permise par celle des lambertistes, comme à Strasbourg, où l'OCI avait déjà épaulée discrètement les situationnistes. Parmi les nouveaux élus, on remarque surtout Yves Cossic, Breteau, Boussard et Yvon Chotard, qui devient président de l'AGEN-UNEF à Nantes et connait bien les situationaistes strasbourgeois, qu'il a rencontrés à Paris, lors de l'assemblée générale de l'UNEF du 14 janvier 1967. Le nouveau bureau nantais de l'UNEF élu ensuite en mai marche sur les brisées de Strasbourg : parmi ses premières mesures, la fermeture du Bureau d'aide psychologique universitaire (BAPU), que préconisaient les situationistes strasbourgeois. Juvénal Quillet, un étudiant libertaire est à son tour élu en décembre 1967 à la tête du bureau des résidents des cités universitaires de Nantes et se joint également à ce mouvement de Mai 68.
Les occupations des résidences de décembre se multiplient à Nantes et se soldent par l’interpellation de Juvénal Quillet par la police le 19 décembre 1967 et, deux jours plus tard, par l’intervention des forces de l’ordre lors d’une assemblée générale des résidents. Dès le retour des vacances du nouvel an, le climat de contestation est entretenu par Yvon Chotard et les membres de l'UNEF Nantes. Le mouvement des occupations se poursuit, alors que les résidences sont à nouveau prises d’assaut le 23 janvier, et que le lendemain c’est au tour du restaurant universitaire de Nantes d’être occupé.
Par la suite, la LEA-Nanterre se différencie du CLER lambertiste, au sein de la « Tendance, syndicaliste révolutionnaire » : elle y ajoute un « f » pour fonder en 1966, à Nanterre, la « Tendance syndicaliste révolutionnaire fédéraliste » au sein de l'UNEF, qui début 1967, se fait élire au bureau de l’UNEF en philosophie / sociologie / psychologie, grâce à l’absence d’une partie du bureau, orchestrée par le CLER lambertiste[réf. nécessaire].
Au niveau national, la LEA est proche de la revue Noir et Rouge, animée notamment par Christian Lagant, Frank Mintz, Richard Ladmiral, Jean-Pierre Poli, Pascale Claris et Pierre Tallet. « Les Provos hollandais nous ont montré un des moyens de créer ce type de situation qui aggrave les conflits, libère les énergies, montre à chacun son vrai rôle », explique cette TSRF, qui pratique dénonciation et provocation systématiques de toute forme de répression, ainsi que le soutien écrit à toutes les actions directes qui apparaissent : « occupations du restau-U, du bâtiment des filles de la cité, et une foule d’autres actions auxquelles nous n’avons pas pensé », écrit son journal[réf. nécessaire].
Chronologie:
- rentrée 1963 : création de la Liaison étudiante anarchiste ou LEA[28] à la Sorbonne
- rentrée 1964 : création de la Liaison étudiante anarchiste ou LEA[28] à Nanterre
- Février 1966 : achèvement de la résidence universitaire de Nanterre
- Printemps 1966 : la résidence universitaire de Nanterre toujours pas pleine
- 3 novembre 1966 : échec de l'incursion à Nanterre d'Occident, affaibli par l'affaire de Rouen
- début 1967 : création de la FRUF à Nanterre
- 14 janvier 1967 : assemblée générale de l'UNEF à Paris
- janvier 1967 : nouveau bureau nanterrien de l'UNEF dans certaines disciplines
- février 1967, de nombreuses branches locales ne paient plus leur cotisation à l'UNEF, contestant le bureau[32].
- mars 1967 : fortes tensions PCF-OCI à la fin de la grève Rhodiaceta, relevées par L'Humanité[33]
- mars 1967 : occupations pour la mixité à la résidence universitaire de Nanterre
- avril-mai 1967 : congrès de la FA
- mai 1967 : nouveau bureau nantais de l'UNEF
- octobre 1967 : fortes tensions PCF-OCI(lambertistes) pour le 50ème anniversaire de la Révolution d'octobre, relevées par L'Humanité[33]
- décembre 1967 : Juvénal Quillet élu au bureau des résidents des cités universitaires de Nantes
- 19 décembre 1967 : Juvénal Quillet arrêté par la police
- début 1968: mixité instituée à la résidence universitaire Jean-Zay
- janvier 1968 : occupations du restau-U, du bâtiment des filles de la cité à Nantes
- janvier 1968 : croix gammées et affrontements avec la police à Nanterre, Patrick Cheval expulsé de la résidence, Cohn-Bendit menacé de transfert dans autre université
- début février 1968 : créations des « Enragés » à Nanterre
- 13 février 1968 : article du Figaro vantant la mixité à la résidence universitaire Jean-Zay
- 14 février 1968 : la FRUF organise des occupations des bâtiments de fille dans toute la France. À Nancy, matraques et grenades lacrymogènes laissent une vingtaine de garçons et filles inanimés devant le rectorat.
- 22 février 1968 : « Désinvolture et hypocrisie », réagit le bureau national de l'UNEF aux propositions du ministre de l'Éducation nationale, Alain Peyrefitte sur un nouveau règlement.
- 14 mars 1968 : manifestations nationales pour les résidences, 5000 manifestants à Paris
- 22 mars 1968 : Mouvement du 22 mars à Nanterre
- Début mars 1968 : l'UNEF demande au PCMLF un service d'ordre pour se protéger du Comité de liaison des étudiants révolutionnaires. La « minorité » contre Michel Perraudle PCMLF exige en échange et sans succès un appel public à l'aide
- Mi-mars 1968 : assemblée générale de l'UNEF à Colombes, protégée par le service d'ordre du PCF face au CLER, plusieurs associations générales quittent la salle pour ne pas siéger dans ces conditions[34]
- 21 avril 1968 : assemblée générale extraordinaire de l’UNEF à la Sorbonne pour un successeur à Michel Perraud. Une bataille fait trois blessés, Occident chassé par le CLER
- 21 avril 1968 : représailles à Nanterre contre le local de la FNEF.

##### À partir de 1966, l'UNEF contre la guerre du Viêt Nam
Pendant l'intervention américaine au Vietnam, l'UNEF va peu à peu s'investir aux côtés du Comité Vietnam national (CVN), constitué à l'automne 1966 et présidé par le mathématicien Laurent Schwartz, qui une dizaine d'années plus tôt avait présidé un autre comité, le comité Maurice-Audin, militant contre la torture pendant la guerre d'Algérie, mais aussi l'historien Pierre Vidal-Naquet, Jean-Paul Sartre, Vladimir Jankélévitch (autre philosophe), ou encore le physicien Alfred Kastler, etc.
Ce mouvement bénéficiait de l'appui de la revue des Temps Modernes et publiait un journal, Vietnam. Un nombre très important de ses militants venaient des La Jeunesse communiste révolutionnaire (JCR). Ses actions s'effectuaient souvent avec le soutien du syndicat étudiant de l'UNEF. Parmi elles, les Six heures de la Mutualité le 25 mai 1966, auxquelles participent Schwartz, Sartre et Jankélévitch devant plusieurs milliers de personnes. L'Union des jeunesses communistes marxistes-léninistes (maoïste) crée par ailleurs les Comités Viêtnam de base (CVB) à la même époque et pour le même combat mais dans un esprit cependant rival.

##### Les problèmes financiers à partir de 1965
À partir de 1964-1965, l'UNEF est discréditée par l'excès de luttes politiques à sa direction. Le gouvernement ne subventionne désormais que presque exclusivement la FNEF, qu'il cherche à favoriser. La subvention du ministère prend fin concrètement à partir de la fin 1965. Une carence financière à laquelle s'ajoute une autre : à partir de février 1967, de nombreuses branches locales ne paient plus leur cotisation car elles contestent le bureau. Il s'agit aussi bien de villes tenues par la droite que par la gauche car à Strasbourg, à Nantes ou à Nanterre — sous le sigle : Tendance syndicale révolutionnaire fédéraliste, des alliances entre trotskistes situationnistes et anarchistes prennent le contrôle des associations générales d'étudiants (AGE) et contestent le contrôle de l'UNEF par un bureau au sein duquel le PSU domine, associé à la JCR.

##### Les mobilisations de la rentrée 1967
À la rentrée 1967, l'UNEF profite cependant d'une actualité porteuse. Environ 35 000 personnes participent à la journée unitaire du 21 octobre 1967 contre la guerre du Viêt Nam, dont de nombreux lycéens. Le 9 novembre 1967, un tract commun lance une manifestation contre la réforme Fouchet des universités et les ordonnances sur la Sécurité sociale. Dans six lycées parisiens, des « Comités Vietnam Lycéens » entraînent des terminale dans la grève et les cortèges de l'UNEF du 13 décembre 1967,. Des manifestations ont lieu à Lyon (8 000), Le Mans, Lille (3 000 à 5 000), Saint-Etienne (2 500), Bordeaux, Grenoble, Rouen (2 000) ou encore Marseille, Le Havre, Dijon, Toulon (1 000 à 1 500).

##### L'UNEF à la veille des évènements de Mai 68
Malgré ce contexte porteur, plusieurs assemblées générales extraordinaires de l’UNEF échouent cependant désigner un successeur au président Michel Perraud qui a démissionné. L'AG de mars 1968 a lieu à Colombes sous la protection d'un service d'ordre du PCF face à 300 militants du CLER, le CLER, d’inspiration trotskyste », qui contestent la direction de l'UNEF. Celle -ci avait d'abord demandé la protection du service d'ordre de l'UJCml qui demandait un appel public avant d'accepter , ce qui fait tiquer au sein du PSU. L'appel n'est pas fait. À la mi avril 1968, Michel Perraud reçoit une lettre signée par Michel Rocard le convoquant devant la commission des conflits du PSU pour « déviation maoïste », qu'il dénonce comme diffamatoire.
Le 21 avril 1968, une nouvelle AGE a lieu dans un amphithéâtre annexe de la Sorbonne. Jacques Sauvageot est pressenti pour lui succéder,. Elle est suspendue avant son élection pour riposter à une attaque violente d’associations générales d’étudiants parisiennes déjà suspendues pour non-paiement de leurs cotisations. L’Assemblée exclut les Associations modérées restées en son sein. L’ensemble des groupes minoritaires s’allient contre le groupe majoritaire qui était proche du PSU (Parti Socialiste Unifié). Le contrôle du syndicat passe au main d’une alliance de divers courants communistes (PC et JCR), trotskystes et maoïstes,,,.
Un commando d’extrême droite arrive, des militants d’Occident, ce qui donne lieu à des bagarres. La bataille fait trois blessés dont un sérieusement. Les étudiants syndiqués quittent la salle sous la protection de la police. Jacques Sauvageot de l’UNEF de Dijon, reste vice-président mais assume l'intérim.
Lorsqu'éclatent les grèves étudiantes de mai 68, l'UNEF n'a plus de président et est dirigée par son vice-président Jacques Sauvageot qui l'engage dans les grèves. Le 3 mai une réunion a lieu rue d'ULM avec le SNESup, les groupuscules politiques et l'UNEF, dont une partie des dirigeants ont été emprisonnés. Tout le monde tire à vue sur le bureau de l'UNEF. Le 9 mai, avant la journée des barricades, l'UNEF propose une rencontre commune UNEF/CGT/CFDT dans la perspective d'une action commune et obtient la présence de leurs leaders, alors que la Sorbonne est encore occupée par la police : « le jeudi 9 mai nous tenons une rencontre au siège de l'UNEF où viennent Georges Séguy et Eugène Descamps pour discuter avec nous (…). Il y a de notre part une volonté de faire en sorte que la CFDT et la CGT se mettent également en mouvement avec nous », a raconté Henri Rouilleault, secrétaire général de l'association générale des étudiants de Lyon en 1967 et membre du bureau National de l'UNEF de novembre 1967.
La rencontre a lieu à 18H, avec aussi Jacques Sauvageot, son président, dans la Sorbonne où un meeting se tenait depuis 4 heures avec notamment la présence de Louis Aragon, qui était au bureau politique du PCF, venu discuter avec les étudiants. Jacques Sauvageot décide de faire attendre la CGT une heure volontairement et exige la présence d'Alain Geismar, ce que la CGT ne souhaite pas. Alain Geismar propose de se retirer mais sa présence est finalement acceptée. La réunion ne débouche sur aucun accord immédiat, d'après Henri Rouilleault, mais la nuit des barricades du 10 au 11 mai fait basculer les relations UNEF/CGT sur une position commune : le samedi 11 mai au matin les organisations syndicales se retrouvent à la bourse du travail de Paris pour organiser la grève générale du lundi 13 mai. La discussion surmontera les désaccords sur la présence, au premier rang, de certains dirigeants d'organisations de jeunesse n'étant pas jugées représentatives, telles que le mouvement du 22 mars et le Comité d'action lycéen. L'UNEF dit « Sauvageot n'ira pas au premier rang si il n'y a pas aussi Cohn-Bendit » car Sauvageot et Cohn-Bendit venaient de se rapprocher parce qu'ils avaient été en prison tous les deux quelques jours plus tôt. Mais le 17 mai, quand l'UNEF, organise un cortège en direction de Renault-Billancourt, bastion de la CGT, pour aller à la rencontre des jeunes travailleurs elle se heurte à une réticence de la CGT, car les maoïstes avaient aussi fait une manif la nuit, pour aller à la rencontre des ouvriers de Billancourt le 14 mai. Le 21 mai, Daniel Cohn-Bendit est interdit de séjour en France ce qui amène le Mouvement du 22 mars, l'UNEF et le SNESup, à appeler à une manifestation pour protester contre, mais la CGT ne s'y joint pas, ce qui empêche, d'après le bureau confédéral de la CGT, une rencontre prévue le soir même avec l'UNEF. Les 25 et 26 mai, au ministère du Travail rue de Grenelle, l'UNEF n'est pas invitée aux négociations entre les confédérations syndicales, rejointes par la FEN, le patronat et le gouvernement.
Après les grèves de 1968, l'UNEF a besoin d'un renouveau.

## 1971-2001: les deux UNEF

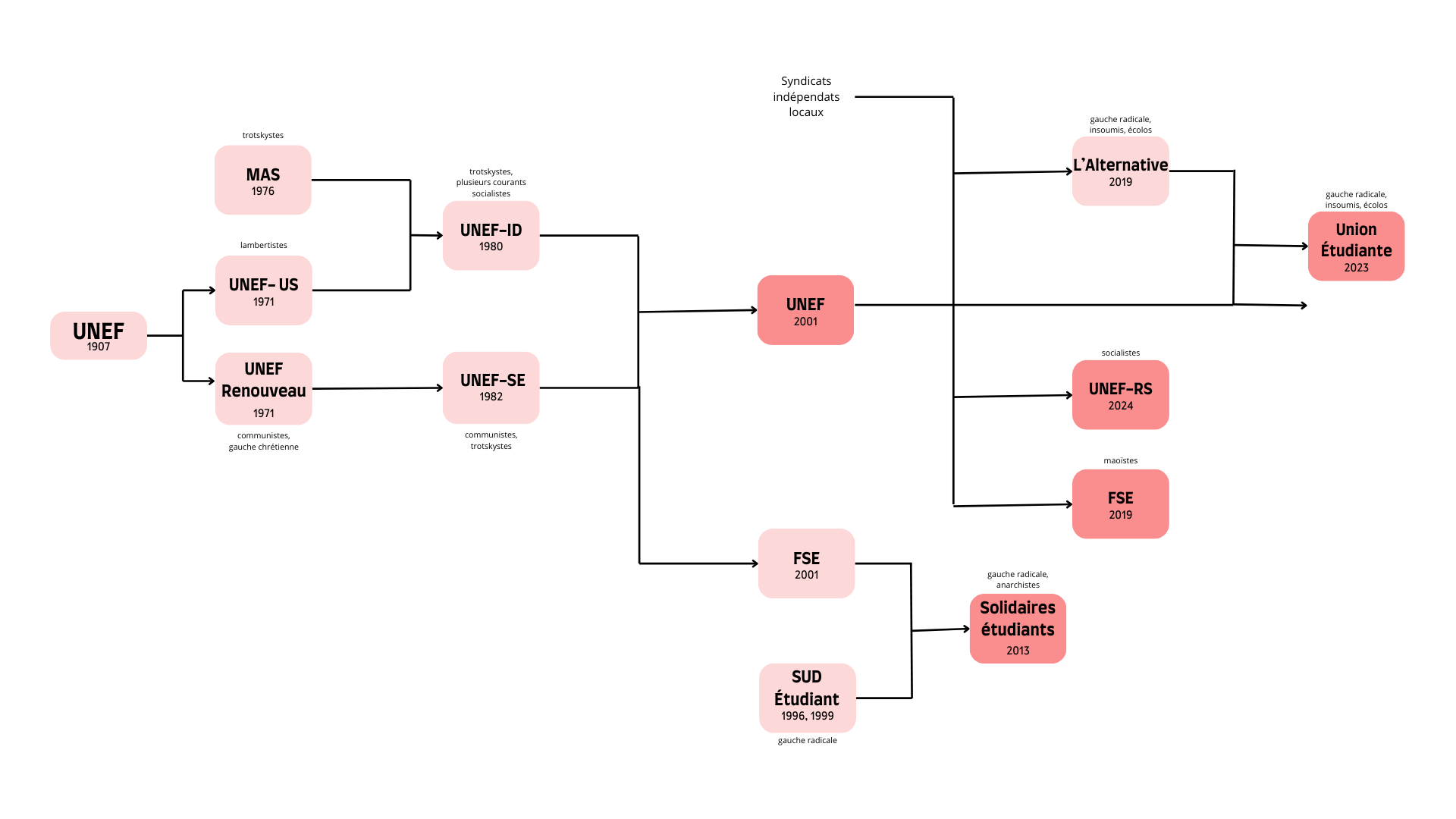
Évolution des syndicats étudiants français, dont les différentes UNEF.

### 1971-1980: la scission de 1971[50]
Après mai 68, le syndicalisme étudiant est méprisé au profit de l'intervention politique directe par les militants de l'ex-Ligue communiste. Dès le congrès de Marseille de l'UNEF de décembre 1968, ils prennent leur distance avec le syndicat et le bureau politique de la nouvelle LCR publie en août 1969 une brochure, « Le deuxième souffle du mouvement étudiant » , signée de Daniel Bensaïd et Camille Scalabrino. Selon les auteurs, le syndicalisme étudiant était « ruiné », dans lequel apparaît clairement la ligne politique de refus du syndicalisme étudiant, une analyse qui sera considérée plus tard comme le « premier drame » pour la LCR après le résultat décevant de l'élection présidentielle de 1969, seulement 1 % des voix.
Les étudiants proches du PSU, dont la LCR était l'alliée au sein de l'UNEF depuis 1967, deviennent minoritaires au sein du bureau. Ils font alliance avec les maoïstes de l'Humanité rouge pour constituer un bureau de gestion politique sous la présidence de Jean-Pierre Chassine. Les deux autres tendances sont celles animées par l'AJS (Alliance de la jeunesse pour le socialisme, trotskistes-lambertistes de l'OCI, menés par Claude Chisserey) et celle animée par l'Union des étudiants communistes (UEC) qui s'appelle UNEF-Renouveau et comprend des étudiants de la Convention des institutions républicaines (CIR, mitterrandiste), mais aussi radicaux et catholiques.
Le 10 janvier 1971, c'est la démission en bloc du bureau provisoire de l'UNEF contrôlé par le PSU. Pierre Cassine en est le dernier président. Pierre Sirac, à la tribune d'un amphithéâtre de la Sorbonne lui succède car la tendance OCI est majoritaire sur la base des mandats au congrès d'Orléans de 1970 avec 628 mandats contre 320.
Les ESU (Étudiants socialistes unifiés, du PSU) quittent l'UNEF. Les deux autres tendances se déchirent alors. Une délégation permanente paritaire se met en place, et la Commission de contrôle de l'UNEF présidée par Michel Sérac (courant « unité syndicale ») se charge de préparer le congrès. Au vu de l'état de division de l'UNEF, les étudiants socialistes (SFIO) fondent la tendance « Unité, indépendance, démocratie » et décident de se retirer du processus.
La participation aux élections (mise en place à la suite de Mai 68) des facultés et donc à leur gestion, est débattue au sein de l'UNEF. Les militants étudiants communistes de la tendance « Renouveau » décident de maintenir leur participation aux élections étudiantes. Ce clivage entre partisans et adversaires de la participation est le principal motif officiel de la scission de l'UNEF. L'autre question qui déclenche les hostilités est l'envoi des cartes aux sections locales de l'UNEF, devenus des comités d'action syndicale. L'UNEF-Renouveau estime être spoliée et dénonce un congrès truqué. Elle réunit alors l'ensemble des membres de l'UNEF-Renouveau pour appeler au Congrès de Paris.
Deux congrès sont donc organisés simultanément en 1971. L'un se déroule à Dijon, et rassemble les partisans de l'UNEF-Unité syndicale (soutenus notamment par la CFDT, Force ouvrière et l'Organisation communiste internationaliste, lambertiste). Pour ce groupe, Il s'agit de refuser toute forme de participation au système, tout en préservant l'indépendance de l'organisation vis-à-vis des partis politiques. Ce congrès ne rassemble que des étudiants de l'AJS, branche jeunesse de l'OCI, et Michel Sérac devient président de l'UNEF-US.
Le deuxième congrès se déroule à Paris, autour de l'UNEF-Renouveau et soutenu par la CGT, le SNESup et le PCF. Il rassemble principalement des étudiants communistes, mitterrandistes et chevènementistes. Il veut limiter l'UNEF à une simple démarche syndicale orientée vers les étudiants, en laissant la perspective de la transformation sociale aux partis politiques, c'est-à-dire principalement au PCF. Guy Konopnicki devient président de l'UNEF-Renouveau.
Désormais, deux UNEF existent simultanément, l'UNEF-Renouveau liée au PCF et l'UNEF-Unité syndicale (UNEF-US), liée à la gauche non communiste (CFDT-FO-PSU et trotskistes lambertistes). Les deux revendiquent une action syndicale et n'hésite pas à prendre position sur des questions politiques, par exemple, contre la guerre du Viêt Nam.
En 1978, le Comité pour l'organisation du syndicat des étudiants de France (COSEF) d’inspiration socialiste rejoint l’UNEF-US. Les nouveaux venus s’organisent alors dans la Tendance reconstruction syndicale.
En 1979, l'UNEF-US prend la direction de la MNEF, la mutuelle étudiante, alors aux mains des étudiants du CERES, lesquels militaient au sein de l'UNEF-Renouveau. À cette occasion, on parle d'un « Yalta étudiant », car les socialistes qui avaient rallié l’UNEF-US en 1978 obtiennent la direction de la mutuelle laissant aux lambertistes la direction du syndicat (UNEF-US puis UNEF-ID). La création de l’UNEF-ID l’année suivante ne fait qu’accentuer la domination de la nouvelle direction (80 % des délégués contre 19 % pour l'UNEF-Renouveau au congrès de Strasbourg de 1982).

### De 1979 à 1980: la création de l'UNEF-ID
Au printemps 1979, les congrès de l'UNEF-Unité syndicale et du Mouvement d'action syndicale (MAS, animé notamment par des militants de la Ligue communiste révolutionnaire) expriment leur volonté d'unité mais il faut attendre le 26 octobre pour la première rencontre entre leurs bureaux nationaux afin de préparer des campagnes d'action commune et étudier la fusion dans une seule organisation syndicale).
Deux semaines plus tôt, le 13 octobre, des incidents ont opposé des militants de l'UNEF (ex-Renouveau) à des responsables du MAS et de l'UNEF-US lors de l'assemblée générale de la MNEF à Tours et une plainte est déposée contre Julien Dray, secrétaire général du MAS.
Lors des élections aux Centres régionaux des œuvres universitaires (CROUS), l'UNEF-US obtient la moitié des sièges et sa « puissance », très relative par rapport au nombre total d'étudiants, a séduit le MAS, qui ne revendique que 2000 adhérents, sur fond de « débats qui occupent les membres de la Ligue communiste révolutionnaire et ceux de l'Organisation communiste internationaliste sur une possible unification »,.
Les étudiants socialistes, présents dans les 4 syndicats étudiants souhaitent aussi un regroupement, mais au sein de l'UNEF dirigée par l'OCI. Carlos Pieroni, du bureau national de l'l'UNEF-US déclare ainsi que c'est « la seule force motrice pour le regroupement massif des étudiants ». Des adhérents de l'UNEF ex-Renouveau, membres du « courant CERES », ont déjà répondu à cette invitation à Aix-en-Provence et dans d'autres universités.
« Ce sont peut-être ces départs qui provoquent les réactions parfois violentes de l'UNEF ex-Renouveau et son refus de s'associer à des campagnes d'action unitaire avec les autres syndicats étudiants » commente le journaliste du Monde, lui-même ex-militant connu de la JCR depuis l'agression dont il a été victime à Rouen en 1967 et entré au Monde en 1979, juste avant Edwy Plenel.
Francis Combes, secrétaire national de l'Union des étudiants communiste (UEC) et conseiller général du Val-d'Oise, reproche alors au parti socialiste de « s'ingérer dans les affaires du mouvement étudiant » et accuse les dirigeants de la MNEF de la placer « au service d'une organisation politique ». Après leur réunion, le président de l'UNEF-Unité syndicale Jean-Christophe Cambadelis et le secrétaire général du MAS (Mouvement d'action syndicale, animé notamment par des militants de la Ligue communiste révolutionnaire), Julien Dray, qui revendique respectivement 36000 adhérents et près de 2000, reconnaissent le 31 octobre qu'ils n'envisagent pas pour l'instant leur fusion car ils ont un contentieux à régler et annoncent le lancement d'une « grande campagne nationale pour boycotter les élections de participation ». Trois mois après, le MAS revendique déjà 1000 adhérents de plus et un congrès de fusion est annoncé.
Au Congrès de mai 1980, à Nanterre, est créé l'UNEF-ID (« Indépendante et démocratique »), fusion des différents mouvements de la gauche non communiste : UNEF-Unité syndicale, animée principalement par les lambertistes, et Mouvement d'action syndicale (MAS), animé par des rocardiens, des trotskistes pablistes (Comités communistes pour l'autogestion, CCA, ennemis historique des lambertistes), des membres de la LCR et enfin des étudiants du PSU.
« Le vieux rêve de retrouver l'UNEF de l'époque de la guerre d'Algérie semble se matérialiser » estime Le Monde quand s'achève le 5 mai le congrès de réunification des syndicats étudiants, avec 629 délégués à l'université de Nanterre? créant UNEF « indépendante et démocratique » pour redevenir « l'égale de la grande organisation des années 1960 ». Le journal, au ton très favorable au nouveau syndicat, souligne qu'ils « ne croient plus en la loi d'orientation et refusent une participation alibi » ou encore qu'ils semblent « moins préoccupés par la politique politicienne ».
Les 0« équilibres politiques » ne sont cependant pas bouleversés : l'OCI détient encore 30 sièges à la nouvelle commission administrative, contre 13 aux socialistes (mitterrandistes et rocardiens) et huit à la LCR. Déjà lors de son congrès de Dijon en 1979, l'UNEF (Unité syndicale), animée principalement par les trotskistes de l'OCI avait accueilli de nombreux militants socialistes, rappelle le quotidien. Jean-Michel Grosz, président de la MNEF, n'hésite pas à déclarer dans la foulée que la mutuelle mettra au service du syndicat son infrastructure et son poids sur le monde étudiant.
Ce congrès voit donc l'alliance des principaux courants trotskistes français avec les rocardiens et les mitterrandiens, contre le PCF qui contrôle encore l'UNEF-Renouveau. François Mitterrand, élu président l'année suivante, obtient alors un succès décisif dans le milieu étudiant, en affaiblissant les communistes avec l'aide des trotskistes pourtant divisés.
Le lambertiste Jean-Christophe Cambadélis, qui abandonnera cinq ans plus tard l'OCI pour passer avec armes et bagages au Parti socialiste, est élu président de l'UNEF-ID ; il présidait déjà, depuis 1978, l'UNEF-US. La Tendance syndicaliste autogestionnaire du MAS obtient quatre postes au bureau national, tandis que la Tendance reconstruction syndicale de l'UNEF-US (Jean-Marie Le Guen, etc.), alliée à la première, en obtient cinq. La nouvelle UNEF-ID adopte aussitôt la Charte de Paris, inspirée de la Charte de Grenoble de 1946, qui définit les axes de travail prioritaires : la lutte en faveur de l'aide sociale étudiante et contre la sélection à l'université.

### L'UNEF-Renouveau devient l'UNEF Solidarité étudiante
De son côté, l'UNEF-Renouveau adopte la ligne « Solidarité étudiante » au congrès de Reims en avril 1980, qui consiste à mettre l'accent sur l'aide sociale aux étudiants (bourses, restaurants universitaires et cités universitaires). Constatant les faibles mesures prévues par le budget de 1982 dans ce domaine, elle prend même le nom d'UNEF-Solidarité étudiante (UNEF-SE).
Lors du congrès suivant, tenu à l'université de Lyon-I, à Villeurbanne, du 11 au 14 novembre 1981, l'UNEF dite Solidarité étudiante décide d'ouvrir ses instances aux socialistes et vote l'élection d'un nouveau président, Denis Dubien, étudiant en sciences économiques à l'université de Reims et ancien trésorier, Villeurbanne, du 11 au 14 novembre 1981, qui remplace Didier Seban, président du syndicat depuis le congrès de février 1979.
Siègent à nouveau au bureau national (31 membres), neuf étudiants socialistes proches ou membres du courant CERES de Jean-Pierre Chevènement, qui avaient quitté le dernier congrès de l'UNEF pour protester « contre l'absence de démocratie et les violences physiques », une représentation bien supérieure à leur influence, selon Le Monde. Leur arrivée se fait au détriment des communistes critiques, dénonce le journal, qui continue à l'appeler avec ironie « UNEF ex-Renouveau ». La discussion d'un amendement proposant de reconnaître le droit de tendance est suivie avec attention, selon Paul Robel, ancien membre du bureau national et oppositionnel communiste proche d'Henri Fiszbin, le leader des communistes parisiens qui avait quitté le PCF en 1978. Ce droit n'est finalement pas voté.
Dans cet article de Serge Bolloch dans Le Monde du 17 novembre 1981, écrit par un ex-militant connu de la JCR depuis l'agression dont il a été victime à Rouen en 1967, entré au Monde en 1979, juste avant Edwy Plenel, le syndicat est critiqué comme « privilégiant les revendications parcellaires et même corporatives », en estimant qu'il « n'envisage pas d'action d'ampleur nationale » car il « n'entend pas se heurter au gouvernement » et « veut donner l'image d'un grand syndicat responsable, capable de dialoguer avec les ministres ».

### Les actions contre les expulsions d'étudiants étrangers font un mort à Jussieu
Le nouveau syndicat met l'accent sur la luttre contre les expulsions d'étudiants étrangers après le décret du 31 décembre 1979 sur l'inscription des étudiants étrangers, le « décret Imbert ». En mai 1980, les mouvements de solidarité avec les étudiants étrangers s'étendent peu à peu à une dizaine de villes universitaires. C'est cette fois l'UNEF (ex-Renouveau) lance le 7 mai une «  journée d'action » pour obtenir son abrogation. Une manifestation parisienne réunit un millier d'étudiants qui scandent « décret Imbert, décret raciste ! ».
« Fini le temps de la facilité, du laxisme », déclare alors le ministre de l'éducation Christian Beullac, affirmant que « le pourcentage d'étudiants étrangers est l'un des plus élevés » en France. Les organisations étudiantes apprécient toutefois comme « un recul du gouvernement » la nouvelle circulaire du ministre de l'intérieur et les militants de l'UNEF ID doivent être reçus le 8 mai par Jean Imbert, président du centre national des œuvres universitaires et scolaires et de la commission nationale pour l'accueil des étudiants étrangers.
Au même moment, des étudiants sont en grève à Lyon, Rennes, Caen, Rouen et Nice, occupant parfois des locaux. C'est à Grenoble que l'agitation débouche sur des barricades sur les cinq routes d'accès au campus, malgré un appel à la reprise des cours des présidents des trois universités locales. À Lyon, où 1500 personnes ont manifesté, une trentaine d'étudiants sont en grève de la faim. À l'université de Rennes, 14 personnes sont inculpées au titre de la loi anti-casseur après l'occupation du rectorat. Puis à Nice, les forces de police ont expulsé 70 étudiants en lettres qui occupaient l'église Notre-Dame. Plus tard, la police entre sur le campus de l'université de Jussieu à Paris, où depuis le 22 avril la salle du conseil de l'université est occupée. La mort d'Alain Begrand, l'arrestation de huit militants de l'UNEF et le fait que de nombreux étudiants ont été blessés déclenche l'émotion. L'UNEF « s'élève vigoureusement contre l'entrée systématique des forces de l'ordre sur les campus ».
Une manifestation de 4 000 personnes est alors organisée par les étudiants en grève du centre universitaire Jussieu est organisée le 20 mai vers 18 heures, soutenue par l'UNEF (ex-renouveau) et l'autre l'UNEF (Indépendance et démocratie) ainsi que le Syndicat général de l'éducation nationale (SGEN-CFDT) de l'académie de Paris, derrière une large banderole rouge « un mort ça suffit, CRS. hors des facs », selon un article de Serge Bolloch et Edwy Plenel dans Le Monde, qui observe que « nombreux sont les participants au défilé qui empêchent des jeunes isolés de jeter des pierres contre le poste d'entrée de l'hôpital du Val-de-Grâce » puis décrit la charge des CRS, l'efficactié du service d'ordre de l'UNEF ID et le fait que selon la préfecture de police, huit policiers ont été blessés lors des affrontements.

### Les mouvements de la fin 1980 contre la loi Sauvage et le mandarinat
La loi proposée par Jean Sauvage, sénateur Union centriste du Maine-et-Loire, votée en juin 1980, prévoit ensuite que les conseils d'université, instances suprêmes sur les campus depuis la loi Faure de 1968, doivent élaborer de nouveaux statuts accordant 50 % des sièges aux professeurs de rang magistral. La loi Sauvage ne réserve plus que 15 % aux maîtres assistants, 5 % aux assistants, 15 % aux étudiants, 5 % aux personnels administratif, technique, ouvrier et de service, et 10 % aux personnalités extérieures. Nombre d'enseignants du supérieur dénoncent alors une « chasse aux sorcières » lancée par Alice Saunier-Seité, qui proclame que « depuis 1976 les conseils d'université étaient tombés sous la coupe du parti communiste ».
Dès la fin juin, les présidents des universités de Lille-III et Rennes-II démissionnent en signe de protestation contre la « restauration du mandarinat ». La suppression, au cours de l'été, du tiers des habilitations à délivrer des diplômes de deuxième et troisième cycles va ensuite accentuer le malaise. La ministre des universités, ex-adhérente du Syndicat national de l'enseignement supérieur (SNESup) répète alors que son ennemi principal est le parti communiste. Depuis quatre ans, elle souhaite restaurer le pouvoir des professeurs, ébranlé après Mai 1968.
Dans certains conseils, à Paris-I ou Dauphine, des majorités assez larges se sont formées pour ne pas se prononcer, mais dans d'autres des propositions sont adoptées, avec l'appui de l'UNEF ex-Renouveau et de la CGT pour ne pas appliquer des statuts voulus par la nouvelle loi.
En décembre, les étudiants de Perpignan puis de Strasbourg se sont mis en grève. Des mouvements plus éphémères ont eu lieu à Montpellier, Lille, Grenoble et au Mans. Jean-Christophe Cambadelis, président de l'UNEF ID veut alors à son tour participer pleinement à la préparation de la montée sur Paris des universités en lutte, prévue pour le 12 décembre.
Un appel avait été lancé, le 22 novembre à Paris par une « réunion nationale des universités en lutte ». Les étudiants en architecture de Strasbourg avaient ensuite le 26 novembre fait la grève contre le manque de locaux, deux jours après une manifestation de l'UNEF indépendante et démocratique contre le budget du ministère des universités examiné ce jour-là à l'Assemblée nationale. Le 28 novembre, une assemblée générale en psycho vote aussi la grève et inclut dans les revendications le retrait de la loi modifiant la composition des conseils d'université. Puis ce sont des assemblées d'un comité de coordination, où seuls les quatre délégués élus par les U.E.R. ont droit de voter et de prendre la parole. Dans Strasbourg enneigée, les passants signent les pétitions et acceptent de donner un peu de monnaie pour permettre la location de cars lors du voyage à Paris, remarque Serge Bolloch dans Le Monde. Une manifestation étudiante a en effet lieu le 12 décembre à Paris. Et d'autres ont lieu les jours suivants. À Strasbourg, où la grève a été très largement suivie dans les trois universités jusqu'au 15 décembre, les manifestants sont 2000 à parcourir les rues du centre-ville en criant des slogans hostiles au ministre des universités. À Toulouse, ils sont 3000 à avoir bloqué la circulation pendant une heure et en grève depuis quelques jours après avoir séquestré pendant plusieurs heures le directeur de l'U.E.R. de psychologie, tandis qu'à Metz, une manifestation a rassemblé un millier de personnes et qu'à Nancy, 150 élèves ont occupé partiellement le rectorat.
Après le 10 mai 1981, le gouvernement de gauche vote la suppression du quorum étudiant pour les élections aux conseils d'établissements, l'abrogations des décrets relatifs aux étudiants étrangers, et le rétablissement des formations supprimées.

### L'abrogation de la loi Faure
L'un des premiers grands combats de l'UNEF-ID est l'obtention de l'abrogation de la loi Faure par le gouvernement socialiste, loi qui sera remplacée par la loi Savary en 1984.
L'abrogation de la loi Faure sera invoquée pour justifier la participation de la nouvelle UNEF-ID aux élections étudiantes et aux différents conseils dans les établissements universitaires, ce qu'elle refusait depuis 68.

### 1984-1994: l'essor de l'UNEF-ID

UNEF-ID

En 1986, le retour au pouvoir de la droite cause des remous parmi les trotskistes du PCI. Des dissidents emmenés par Jean-Christophe Cambadélis, décident de rejoindre le Parti socialiste. C’est notamment le cas l'essentiel de l'équipe dirigeant l’UNEF-ID notamment son président Philippe Darriulat. La direction du syndicat est donc changée puisqu’elle comporte désormais une majorité d’étudiants proche du Parti socialiste. Mais localement, certaines AGE, notamment Nantes, Tours, Metz, Besançon, etc. refusent le changement de cap.
L'UNEF-ID devient très vite le principal syndicat étudiant. Il montre sa force lors du mouvement contre le projet Devaquet. Celui-ci prévoyait d'accorder aux universités la possibilité de sélectionner leurs étudiants, un allègement du cadre national des diplômes et la possibilité de moduler le montant des droits d'inscription. La contestation, que tente d'encadrer l'UNEF-ID, démarre notamment à l'université Paris XIII de Villetaneuse, où s'illustre Isabelle Thomas et s'étend au reste de la France. Le mouvement entre en résonance avec les protestations de SOS Racisme contre le ministre de l'Intérieur Charles Pasqua. Le 27 novembre, on comptait 600 000 manifestants. Lors de la répression brutale des manifestations du 5 décembre, Malik Oussekine, est tué par la police ; Alain Devaquet démissionne le lendemain et son projet est abandonné le 8 décembre. Le discrédit qui frappe alors le gouvernement n'est pas sans rapport avec l'échec de Jacques Chirac à la présidentielle de 1988. Pour tenter de donner une suite au mouvement, l'UNEF-ID comme l'UNEF-SE participent aux États généraux de l'enseignement supérieur qui se sont tenus en mars 1987 à Saint-Denis.
Au début des années 1990, l'UNEF-ID commence à être concurrencée, électoralement parlant, par des regroupements des associations étudiantes, (principalement la FAGE) à partir de 1994. En outre, cette période correspond une politisation de plus en plus forte de l'UNEF-ID. En effet, le passage de la majorité de l'UNEF-ID au PS, courant jospiniste, entraîne une politisation de plus en plus importante du syndicat. Les militants désormais majoritairement socialistes calquent de plus en plus leurs alliances et mésententes sur ce qui se passe au Parti socialiste. Cela a un effet désastreux pour le syndicat tant en termes d'image, car il est désormais considéré comme une officine socialiste, qu'en termes de fonctionnement, car les controverses importées perturbent les débats internes. On assiste alors à une véritable cartellisation du syndicat avec un nombre toujours plus important de tendances et sensibilités parfois directement importées du PS.
Le débat ne se limite pas à cela. Il se pose aussi en termes d’actualité. En 1990-1991, c’est la guerre du Golfe qui divise les campus. En effet, si l'UNEF-SE et quelques membres de l'aile gauche de l'UNEF-ID se prononcent clairement contre la guerre, la majorité de l'UNEF-ID adopte une position plus ambiguë. Ce syndicat étudiant défend alors une ligne « ni Bush ni Saddam ».
Du point de vue pédagogique, c’est la réforme proposée en février 1992 par le ministre de l'Éducation nationale, Lionel Jospin qui domine les débats. Celle-ci prévoit notamment de concentrer les DEUG. On doit passer d'une quarantaine de diplômes correspondant à des matières spécifique à onze DEUG multidisciplinaires. Ces derniers seraient composés de modules capitalisables, c'est-à-dire dont on pourrait conserver le bénéfice d'une note supérieure à la moyenne en cas de redoublement. Il est également envisagé de définir un nombre minimum d'étudiants par filière (100 en DEUG, 40 en licence et 30 en maîtrise) ainsi que de limiter à un seul le redoublement en licence et maîtrise. L'UNEF-SE s'oppose immédiatement à cette réforme et participe à un mouvement largement dominé par des indépendants. De son côté, l'UNEF-ID semble plus hésitante. L'aile gauche appelle à la grève tandis que les autres prônent la prudence mettant en avant les aspects positifs de la proposition de loi (DEUG multidisciplinaire et capitalisation). Fin mars, face à un mouvement qui dure et qui se radicalise, la direction de l'UNEF-ID prend l'initiative de créer une deuxième coordination dite « Coordination unitaire de province ». Cette dernière appelle à des négociations sur les points contestables de la réforme, alors que la première (dirigée notamment par l'UNEF-SE et des indépendants) demande le retrait pur et simple du texte. Début avril, le gouvernement change et Jack Lang, nouveau ministre de l'Éducation nationale, annonce la « suspension » du texte.
En interne à l'UNEF-ID, la crise enfle. Les divisions sur le mouvement viennent s'ajouter à la problématique de l'indépendance politique et le recul électoral. Début 1993, l'aile gauche de la majorité, menée par la secrétaire général Emmanuelle Paradis et le trésorier David Rousset fait sécession et crée la Tendance indépendance et action. Cette nouvelle tendance parvient à cristalliser autour d'elle toutes les oppositions à la majorité. Aussi, le congrès de Clermont-Ferrand s'avère difficile, majorité et oppositions sont au coude à coude. Un accord de gestion permet d'éviter la scission. Ce congrès, difficile et tendu, ne règle pas le contentieux sur le fond. Il annonce une année d’affrontement interne débouchant sur le renversement de la majorité au congrès de 1994.

### 1994-1995: le tournant
En 1994, les deux UNEF luttent ensemble contre le contrat d'insertion professionnelle, dit « SMIC jeune » proposé par le gouvernement d'Édouard Balladur. Faut-il voir dans ce combat commun la première pierre dans la réunification de l'UNEF ? Quoi qu'il en soit, ce mouvement permet à l'UNEF-ID de respirer et de masquer, grâce à cette victoire, pour un temps ses divisions internes dans ce combat unitaire.
Cependant, l'UNEF-ID perd sa 1re place aux élections du CNESER de 1994. En interne, la crise continue à l'UNEF-ID jusqu’au congrès de Paris tenu en décembre 1994. Lors de cette réunion, la Tendance indépendance et démocratie (TID), qui fédère la majorité des forces d’oppositions, alliée à la Tendance reconstruire, rocardienne, renverse la majorité incarnée dans la Tendance pour une confédération de la jeunesse scolarisée, réputée proche de Jean-Christophe Cambadélis. Pouria Amirshahi, dirigeant de la TID, est élu président du syndicat étudiant. La nouvelle équipe de direction, à laquelle il appartient, est alors dominée par des proches de la Gauche socialiste.
Rapidement, l'UNEF-ID reprend sa progression face à la FAGE alors que l'UNEF-Solidarité étudiante se délite. Dans sa réorganisation, elle est aidée par le mouvement de grève réussi de 1995 pour des moyens supplémentaires à l'université, qui partit des campus de Rouen puis de Metz et s'étend vite à l'ensemble du pays. Le mouvement étudiant est rejoint peu après par le mouvement des salariés contre la réforme de la Sécurité sociale d'Alain Juppé. En 1996, l'UNEF-ID retrouve son leadership dans le monde étudiant qu'elle ne lâche plus.
Cependant, de fortes tensions ont éclaté pendant le mouvement étudiant de 1995 entre la direction de l'UNEF-ID et la coordination nationale étudiante. Prenant parti pour la seconde, la direction de l'UNEF-ID de Montpellier-III est exclue et crée le Syndicat étudiant unitaire et laïque.
Un groupe à Lille organise aussi localement l'UNEF-ID sur des bases maoïstes et influence ensuite différents mouvements.

## 2001 à 2019: l'après-réunification

### 2001-2005: l'UNEF continue son développement
Le 24 juin 2001, une assemblée générale de « réunification du syndicalisme étudiant » se tient, et aboutit à la fusion de l'UNEF-ID et d'une partie de l'UNEF-SE, sous le nom UNEF. Cette nouvelle organisation reprend ainsi la dénomination antérieure à 1971. C'est l'aboutissement d'un processus commencé un an plus tôt avec la présentation d'une liste commune pour le CNESER. Quelques syndicats locaux de SUD Étudiant[réf. nécessaire] et les AGE de l'UNEF-SE dirigées par des membres de la LCR avaient déjà rejoint l'UNEF-ID lors du congrès de Paris qui avait eu lieu début mai. Elles ont principalement renforcé la tendance trotskiste minoritaire de l'UNEF-ID qui change alors son nom de Tendance unité et démocratie (TUD) en Tendance Tous Ensemble (TTE).
Après cette réunification, la nouvelle UNEF conserve la place de première organisation étudiante au sein du CNESER (Conseil national de l'enseignement supérieur et de la recherche) et du CNOUS qu'avait l'UNEF-ID, sans progresser significativement lors des premières élections suivant la réunification. Il faudra attendre les deuxièmes élections, deux ans plus tard, pour voir atteint l'objectif de la réunification.
Cependant de nombreuses AGE de l'UNEF-SE ont refusé de participer à ce processus menée par la direction de leur syndicat. La première scission est celle de la Fédération Solidarité Étudiante (Limoges, Pau, Toulouse) en 1999. En juin 2000, l'UNEF Caen fonde la Fédération syndicale étudiante (FSE), qui est ensuite rejointe par quelques autres (Dijon, Bordeaux et, pour un an seulement, Paris IV et Paris XII). L'UGEM-UNEF (Montpellier) finit quant à elle par rejoindre SUD Étudiant. Les autres disparaissent. La tentative des AGE d'Évry, de Paris I (Oxygène) et de Lille de créer un réseau UNEF Résistance syndicale est un échec rapide. Depuis, la division règne entre les héritiers de l'UNEF-SE partagés entre Solidaires Étudiant-e-s (fusion de SUD Étudiant et de la FSE) et des AGE indépendantes.
En mars 2003 une des tendances de l'UNEF, la Tendance syndicale quitte l'UNEF pour créer la Confédération étudiante (Cé). Ce divorce est mené par Julie Coudry, ancienne membre du bureau national de l'UNEF et Sébastien Couderc, ancien élu UNEF au CNESER. Ces derniers estimaient avoir constaté une « radicalisation » de l'UNEF depuis sa réunification. Les désaccords portent également sur la réforme LMD. La Cé se créée avec l'aide financière et logistique de la CFDT.
Les étudiants s'engagent avec les salariés dans la grève contre la réforme des retraites qui visait à aligner la durée de cotisation du public (37 ans et 1/2) sur celle du privé (40 ans) mais combattent également les décrets mettant en œuvre le LMD, vus comme une remise en cause du cadrage national des diplômes et comme brisant l'égalité entre étudiants sur les règles d’évaluation, ainsi qu'une loi qui visait à accroître l'autonomie des universités. Sur les retraites, les résultats de la mobilisation sont minces, même si un départ anticipé avant 60 ans a été instauré pour les salariés ayant cotisé 42 ans. En revanche, si les décrets relatifs au LMD ont été maintenus en l'état, la loi relative à l'autonomie des universités a été retirée.
Malgré ces remous, l'UNEF continue sa progression en 2004. Elle améliore son score et reste la première organisation étudiante avec 5 élus sur 8 au CNOUS et 5 sur 11 au CNESER, devant la FAGE, PDE, l'UNI, et les autres organisations sans élu national (FSE, SUD Étudiant, Confédération Étudiante, EMF…).
De nouvelles thématiques sont développées par l'UNEF. Fin 2004, l'UNEF commence à récréer des liens avec les organisations syndicales de salariés. Elle s'associe avec FO Jeunes, la CGT, la FSU, la CFTC et l'UNSA afin d'informer les étudiants salariés sur leurs droits. Elle développe un guide à l'intention des étudiants effectuant des travaux saisonniers et développe plusieurs autres guides thématiques à cette occasion.
En 2005, l'UNEF participe au mouvement pour sauver la recherche en France.
Des états généraux de l'enseignement supérieur ont aussi été organisé, ils ont débouché sur des propositions concrètes de modifications de l'organisation de l'enseignement supérieur et de la recherche.
L'UNEF s'engage contre l'adoption du Traité constitutionnel européen et appelle les étudiants à voter « non » au référendum du 29 mai 2005. Le traité est finalement rejeté par 55 % des Français, mais néanmoins approuvé, selon un sondage, par la majorité des étudiants puisque 54 % d'entre eux auraient voté « oui ».
Du 1er au 4 décembre 2005 se tient le 79e congrès de l'UNEF à Reims. Une tendance dispose alors d'une large majorité, ce qui stabilise l'organisation.
Les résultats du vote des adhérents sont les suivants :
- Majorité nationale et transformation sociale : 83,04 %
- Tendance tous ensemble : 9,95 %
- Tendance refondation syndicale : 7,01 %

Bruno Julliard y est réélu président, secondé par Benjamin Vételé, vice-président, Anne Delbende, secrétaire générale et Caroline De Haas, trésorière. En sus de la mission de défense des droits des étudiants et en plein débat sur le « voile », le congrès affirme l'engagement de l'UNEF pour la promotion et la défense de la laïcité à l'université.

### 2006
Victoire contre le contrat première embauche
Dès l'annonce du premier ministre Dominique de Villepin le 16 janvier 2006, l'UNEF se mobilise pour obtenir le retrait du projet de contrat première embauche. Elle est à l'initiative de la première réunion de l'intersyndicale regroupant douze syndicats de salariés, d'étudiants et de lycéens.
Elle mène, avec d'autres syndicats étudiants, la mobilisation qui aboutit au retrait du CPE. Ce mouvement marque un tournant et une victoire majeure pour les syndicats et pour l'UNEF : il est en effet marqué par une forte unité entre les syndicats de salariés, les syndicats étudiants, et les Assemblées générales pour obtenir le retrait du CPE. Les grèves et manifestations du 28 mars puis du 4 avril (entre 1 et 3 millions de personnes) ont conduit Dominique de Villepin à annoncer le 10 avril le retrait du projet.
En mars 2006, tandis que de nombreuses universités étaient bloquées ou perturbées par la mobilisation contre le CPE, le gouvernement choisi de maintenir les élections aux CROUS. L'UNEF affirme alors avoir été victime d'un chantage du ministre de l'éducation qui aurait demandé un arrêt de la mobilisation contre le CPE en échange du report des élections. L'UNEF choisit de donner la priorité au mouvement contre le CPE et appelle au boycott des élections aux conseils d'administration des CROUS, que le ministre de l'éducation, Gilles de Robien choisi de maintenir.
Ce maintien est critiqué par l'UNEF, arguant de la difficulté à organiser des élections alors que la majorité des universités sont fermées, bloquées, ou perturbées.
Ainsi, les élections ont vu de nombreuses tentatives de fraude (des bourrages ou des vols d'urnes, comme à Montpellier, Nancy, Tours, Poitiers, Nanterre).
Victoire au CNESER 2006
Lors des élections des représentants étudiants au CNESER, dont le dépouillement a lieu le 13 juillet 2006, l'UNEF augmente son nombre de voix et atteint son meilleur score jamais obtenu.
| Liste         | UNEF | FAGE   | UNI    | Cé     | PDE   | SUD Étudiant/FSE |
| ------------- | ---- | ------ | ------ | ------ | ----- | ---------------- |
| Voix          | 805  | 429    | 240    | 237    | 147   | 68               |
| %             | 42 % | 22,3 % | 12,5 % | 12,3 % | 7,6 % | 3,5 %            |
| Nombre d'élus | 5    | 3      | 1      | 1      | 1     | 0                |

(1926 exprimés)
 CNOUS 2006
Toutefois, lors des élections des représentants étudiants au CNOUS, dont le dépouillement a lieu le 30 mai 2006, l'UNEF, qui a maintenu ses candidats car leur retrait n'était plus possible, enregistre alors, logiquement, son plus mauvais résultat. Elle obtient tout de même 2 sièges sur 8 sans avoir mené campagne.
| Liste         | UNEF   | FAGE   | UNI    | PDE    |
| ------------- | ------ | ------ | ------ | ------ |
| Voix          | 42     | 84     | 33     | 23     |
| %             | 23,1 % | 46,1 % | 18,1 % | 12,6 % |
| Nombre d'élus | 2      | 4      | 1      | 1      |
| Variation     | -3     | +3     | 0      | 0      |

(182 exprimés)
Malgré les élections au CNOUS, l'UNEF va toutefois, forte de son succès contre le CPE, retrouver très vite sa place de leadership dans le paysage étudiant. Ainsi, les élections partielles de novembre-décembre 2006 l'ont placée en tête dans quatre académies, dont celles de Paris.

### 2007
Les AGE de Clermont-Ferrand, Paris IV et Mulhouse font scission :
- À Clermont-Ferrand, la plupart des militants et des élus étudiants recréent l'AGEC en dénonçant certaines pratiques au sein de l'UNEF Clermont (« refus de la charte d'Amiens, inactivité, sectarisme… »). Cette crise aurait été provoquée par l'influence au sein de la direction locale du secteur jeunes de la LCR et l'ingérence du Bureau national en soutien à sa direction locale officielle.
- L'AGE de Paris IV, une des seules à avoir gardé la continuité juridique avec une ancienne AGE de l'UNEF dite parfois SE, redevient l'AGEPS (Association générale des étudiants de Paris-Sorbonne). Démunie, l'UNEF ne peut présenter de candidats aux élections étudiantes du 13 mars 2007, ce qui n'était jamais arrivé depuis la décision de l'UNEF-ID de participer aux élections en 1982. L'AGEPS remporte ces élections avec un score supérieur à celui obtenu en mars 2005 (de 37 % des voix en 2005 à 42 % en 2007), lorsqu'elle faisait encore partie de l'UNEF.

- l'AGE de Mulhouse rejoint la Confédération étudiante.

Le congrès de Lille
Un millier de personnes se réunissent à Lille du 22 au 25 mars pour le 80e congrès national de l'UNEF, qui se trouve être le congrès du centenaire. À cette occasion l'organisation célèbre le centenaire de sa création en présence de nombreux anciens membres dont Lionel Jospin, Clémentine Autain, Isabelle Thomas, etc. L'UNEF interpelle également les candidats à l'élection présidentielle (Marie-George Buffet, Olivier Besancenot, Dominique Voynet et Ségolène Royal interviennent notamment devant les délégués étudiants du congrès).
La Tendance pour une Unef unitaire et démocratique (TUUD) apparait à ce congrès, issue de l'alliance entre d'anciens membres de la majorité rassemblés dans la Sensibilité pour une UNEF Indépendant et syndicale (SUIS) et la Tendance tous ensemble. Elle obtient 13,05 % des mandats contre 6,8 % pour la Tendance refondation syndicale et 80,15 % pour la majorité.
L'élection de Nicolas Sarkozy à l'élection présidentielle met toutefois fin à la période de relative « état de grâce » de l'UNEF (victoire contre le CPE). Le nouveau président de la République a en effet annoncé son intention d'accorder l'autonomie financière aux universités, ce qui romprait l'égalité entre étudiants selon l'UNEF, de renforcer la sélection à l'Université et d'augmenter les frais d'inscriptions. L'inquiétude de l'UNEF s'amplifie devant le calendrier annoncé : la LRU sera en effet votée au mois de juillet.
L'UNEF décide alors de participer aux négociations sur la loi Pécresse à condition que celle-ci ne renforce pas la sélection et qu'elle maintienne le contrôle national des frais d'inscriptions, ce qu'elle obtient (alors que la première version du projet prévoyait la sélection à l'entrée du master). Mais la loi accorde l'autonomie financière aux universités et réduit la représentation étudiante dans les conseils.
À la rentrée, l'UNEF adopte une position ambiguë en appelant à participer aux assemblées générales ou à manifester afin d'obtenir des modifications de la loi LRU et une augmentation du budget de l'enseignement supérieur, budget alors jugé « en trompe-l'œil », mais en refusant de reprendre le mot d'ordre d'abrogation de la loi et de cautionner l'« auto-organisation » du mouvement à travers les coordinations nationales. La TUUD appelle quant à elle à l'abrogation pure et simple de la LRU.
Le 27 novembre, Valérie Pécresse réunit les organisations étudiantes représentatives et annonce une augmentation du budget des universités de 50 % sur 5 ans (il passerait de 10 à 15 milliards), la création d'un 6e échelon de bourse, la mise en place d'un plan pluriannuel pour la réussite en Licence, ainsi que l'instauration d'une circulaire adressée aux présidents d'université pour leur préciser que l'orientation active ne saurait se transformer en sélection à l'entrée de l'université. Les adhérents de l'UNEF se prononcent alors pour la « levée des blocages ».

### 2008-2009
Lors des élections étudiantes de 2008, l'UNEF va confirmer sa 1re place au CNESER (elle y conserve ses 5 élus) et surtout retrouver sa place de 1re organisation étudiante dans les œuvres : elle obtient 82 voix et 4 sièges au CNOUS, ce qui lui permet de refermer ce qu'elle considère comme une parenthèse.
Dans un contexte de grèves isolées contre les réformes du gouvernement et de Sarkozy, l'UNEF prend part l'année suivante à la contestation universitaire qui va toucher une cinquantaine d'universités sur 83 début 2009. Initiée par les enseignants-chercheurs qui contestaient la réforme de leur statut introduisant une modulation des services (décret d'application de la loi LRU) et qui dénonçaient les suppressions de postes, le mouvement est progressivement rejoint par les étudiants qui s'opposaient également à la réforme de masterisation des concours de l'enseignement, également appelée réforme des IUFM. Elle demande un Bac +5 aux étudiants pour passer le concours (contre Bac +3 auparavant) et remplace la formation en IUFM par des masters enseignement à l'université. Surtout, elle supprime l'année de stage en alternance et rémunérée pour les étudiants (qui doivent donc financer une année supplémentaire à leurs frais).
Par ailleurs, certains dénonçaient également la logique de privatisation et de mise en concurrence des universités, et défendaient l'accès au savoir pour tous.
Le 29 janvier, la France est touchée par une grève générale fortement médiatisée regroupant un million et demi de personnes selon les syndicats. Les manifestations du 10 février puis la grève générale du 19 mars ont toutes deux vu défiler entre 50 et 100 000 enseignants-chercheurs et étudiants; Le gouvernement a retardé d'un an l'application de la réforme de la masterisation des concours de l'enseignement (de même qu'il avait retardé d'un an l'application de la réforme des lycées), a du réécrire le statut des enseignants-chercheurs en reculant sur la réforme des promotions, en rendant volontaire la modulation de services et en acceptant de rémunérer les heures au-delà du service de référence et a annoncé le gel des suppressions de poste. Il n'a toutefois pas renoncé à la réforme des IUFMs et n'a pas rétabli les 900 postes supprimés en 2009.
Convergentes sur le statut des enseignants-chercheurs (l'UNEF s'est rapidement prononcée pour le retrait de cette réforme), les positions des différentes tendances étaient relativement divergentes sur la masterisation. Là où la TMN n'appelait pas au retrait de la réforme mais en dénonçaient certains aspects, la TUUD prônait le retrait pur et simple de la réforme, et s'opposait à l'idée de négocier avec le gouvernement, car elle estimait que c'était ainsi qu'en pratique, les mouvements sociaux étaient trahis par les directions syndicales en France.
Finalement, constatant l'échec des négociations mais aussi la forte opposition à la réforme des IUFMs, également soucieuse de répondre à l'urgence du calendrier, l'UNEF a demandé le report d'un an de la réforme, s'alignant ainsi sur la position quasi unanime de l'inter-syndicale.
Toutefois, devant la publication des décrets en plein été, les deux tendances se retrouvent aujourd'hui sur un mot d'ordre de retrait des décrets préalable à toute négociation.
À Grenoble, en fin d'année universitaire, une dizaine de membres de la TUUD font scission[réf. nécessaire] et créent la FSE au niveau local.

## De 2019 à nos jours: les scissions
Depuis 2019, l'UNEF a traversé plusieurs scissions marquées par des désaccords profonds sur la ligne politique et le mode de fonctionnement du syndicat. L’une des premières ruptures intervient en 2019 avec la création de l'Alternative, fondée par des militants dénonçant un fonctionnement interne jugé bureaucratique, après s'être fait purgé de l'UNEF à cause de leur proximité réelle ou supposée avec La France Insoumise. Cette scission est également motivée par la volonté de lutter contre les nombreux cas d'agressions sexistes et sexuelles ayant eu lieu au sein de l'UNEF. L'Alternative adopte alors une ligne plus combative et démocratique, axée sur un syndicalisme de lutte.
En 2021, l'Alternative fusionne avec certains syndicats locaux membres de l’UNEF pour donner naissance à l'Union étudiante. Ce nouveau syndicat se revendique comme un syndicat de lutte. Il cherche à proposer une alternative à l’UNEF, qu’il considère comme trop institutionnalisée et éloignée des revendications étudiantes de terrain.
Parallèlement, en 2019, une autre scission voit le jour avec la reformation de la Fédération syndicale étudiante (FSE). Ce groupe est issu de militants prônant un syndicalisme révolutionnaire et anticapitaliste, se positionnant en rupture avec les tendances réformistes de l'UNEF et défendant une approche plus radicale des luttes étudiantes.
Enfin, en 2024, une nouvelle fracture apparaît avec la création de l’UNEF-Renouveau syndical (UNEF-RS). Cette nouvelle structure est fondée par des militants issus du Parti socialiste, qui souhaitent proposer une autre orientation politique pour le syndicat. Cette scission reflète à nouveau les tensions internes à l’UNEF sur la stratégie syndicale à adopter, oscillant entre une approche plus institutionnelle et une ligne plus militante.
Ces différentes scissions témoignent des conflits récurrents au sein de l’UNEF, notamment entre un syndicalisme réformiste et un syndicalisme de lutte. Elles illustrent également les débats sur la démocratie interne et l'organisation du syndicat, qui continuent de structurer les recompositions du mouvement étudiant.